# Гайдук Зінаїда Кирилівна
Зінаїда Кирилівна Гайду́к (нар. 22 вересня 1937, Запоріжжя — пом. 2012) — українська художниця.

## З біографії
Народилася 22 вересня 1937 року в місті Запоріжжі (нині Україна). Брат Віктор був живописцем. 1957 року закінчила студію Запорізького товариства художників, де навчалася у Георгія Колосовського. З 1975 року працювала на Запорізькому художньо-виробничому комбінаті. Померла у 2012 році.

## Творчість
Працювала у галузі станкового живопису, майстриня пейзажів і натюрмортів. Серед робіт:
- «Півонії» (1967);
- «Квіти і фрукти» (1977);
- «Ромашки» (1980, 1989);
- «Овочі і фрукти» (1985);
- «Яблука» (1990);
- «На Ворсклі».

Брала участь в обласних, республіканських мистецьких виставках з 1963 року. Персональна виставка відбулася у Запоріжжі у 1978 році.